# Alchemilla catalaunica
Alchemilla catalaunica är en rosväxtart som beskrevs av Werner Hugo Paul Rothmaler. Alchemilla catalaunica ingår i släktet daggkåpor, och familjen rosväxter. Inga underarter finns listade i Catalogue of Life.